# 元カレは天才詐欺師 〜38師機動隊〜
『元カレは天才詐欺師 〜38師機動隊〜』（もとかれはてんさいさぎし 〜38しきどうたい〜、朝: 38사기동대）は、2016年6月17日から2016年8月6日まで韓国OCNで放送されていたテレビドラマである。SM C&Cが制作している。
韓国での原題は『38師機動隊』で、“元カレは天才詐欺師”は付いてない。38師機動隊とは、納税の義務を規定した韓国憲法38条が由来の税金徴収チーム「38機動隊」と「詐欺」をくっつけた造語。

## あらすじ
ソウォン市役所で税金徴収員として働くペク・ソンイル（マ・ドンソク）は税金を滞納している貧しい家庭から家財を差し押さえ、悪質な高額納税滞納者の取り立てに悪戦苦闘する日々を送っていた。
ある日、ソンイルは娘の送迎のために中古車を購入しようとするが詐欺に引っ掛かり大金をだまし取られてしまう。怒り心頭のソンイルは親友で刑事のパク・トクぺ（オ・マンソク）に協力してもらい詐欺師のヤン・ジョンド（ソ・イングク）を捕まえるが、ジョンドから高額納税滞納者から詐欺を仕掛け、騙し取った金銭で納税をさせるから見逃してほしいと持ち掛けられる。そんなときソンイルは高額納税滞納者のマ・ジンソク（オ・デファン）から賄賂を受け取ったと疑いを掛けられてしまう。上司であるアン局長とマ・ジンソクが繋がっていて自分が罠にはめられた事に気付いたソンイルはジョンドの提案に乗ってしまい、あらゆる分野の詐欺師を集め税金徴収詐欺チーム「38師機動隊」を結成する。

## 登場人物

### 主要人物
ペク・ソンイル
演 - マ・ドンソク
ソウォン市役所税金徴収3課課長。正義感のある真面目な公務員。元々は刑事だったが市役所に転職。刑事時代のあだ名は「鬼の姑」
ヤン・ジョンド
演 - ソ・イングク
天才詐欺師。38師機動隊を率いてソンイルに協力する。罪を着せられた両親の復讐を密かに目論んでいる。
チョン・ソンヒ
演 - チェ・スヨン
税金徴収員でソンイルの優秀な部下。ジョンドとは元恋人。

### 38師機動隊
ノ・バンシル
演 - ソン・オクスク
闇金の女社長。先生・女史などと呼ばれる闇金界のドン。38師機動隊のスポンサー。
チャン・ハクチュ
演 - ホ・ジェホ
当たり屋。表向きは馬場洞で精肉業を営む。闇口座や飛ばし携帯電話の入手・販売を手掛ける。
チョン・ジャワン
演 - コ・ギュピル
凄腕のハッカー。公的機関のサイトなどそっくり同じものを作ってしまう。
チョ・ミジュ
演 - イ・ソンビン
美人局。アルバイト店員や事務員などに扮し、詐欺のターゲットの本拠地に潜入することも多い。
チェ・ジヨン
演 - キム・ジュリ
ノ・バンシルの実娘。彼女の秘書を務める。38師機動隊のメンバーと共にターゲットを騙す役を演じることもある。

### ソウォン市役所・税金徴収局
チョン・ガプス
演 - アン・ネサン
ソウォン市長。
アン・テウク
演 - チョ・ウジン
税金徴収局局長。
アン・チャンホ
演 - イ・ハクジュ
税金徴収局の若手職員。
カン・ノスン
演 - キム・ビョンチュン
税金徴収2課課長。

### その他
パク・トクぺ
演 - オ・マンソク
強行班係の刑事。ソンイルとは刑事時代からの親友。
マ・ジンソク
演 - オ・デファン
ルームサロン等を何店も経営する裕福な実業家。悪徳高額納税滞納者。
ワン会長
演 - イ・ドクファ
サンジングループ会長。ジョンドの刑務所仲間。
キム専務
演 - チャン・ミョンガプ
ワン会長の忠実な側近。ワン会長と一緒に刑務所に入っている。
ヤン・ジテク
演 - ナム・ムンチョル
ジョンドの父。元刑事。収賄の濡れ衣を着せられ服役中。
サ・ジェソン
演 - チョン・インギ
かつてジェンドを刑務所送りにした刑事。かつてはジテクの後輩だった。

## 視聴率
| ep     | 放送日        | 平均視聴率 | 平均視聴率 | 平均視聴率  | 参考   |
| ep     | 放送日        | AGB視聴率  | AGB視聴率  | TNｍS視聴率 | 参考   |
| ep     | 放送日        | 全国       | ソウル     | 全国        | 参考   |
| ------ | ------------- | ---------- | ---------- | ----------- | ------ |
| 第1話  | 2016年6月17日 | 1.577%     | 2.147%     | 1.0%        | [ 7 ]  |
| 第2話  | 2016年6月18日 | 1.920%     | 1.524%     | 1.4%        | [ 8 ]  |
| 第3話  | 2016年6月24日 | 2.251%     | 2.454%     | 1.9%        | [ 9 ]  |
| 第4話  | 2016年6月25日 | 3.338%     | 3.193%     | 2.9%        | [ 10 ] |
| 第5話  | 2016年7月1日  | 1.867%     | 1.738%     | 1.9%        | [ 11 ] |
| 第6話  | 2016年7月2日  | 3.088%     | 3.008%     | 3.2%        |        |
| 第7話  | 2016年7月8日  | 3.185%     | 3.185%     | 2.9%        | [ 12 ] |
| 第8話  | 2016年7月9日  | 4.063%     | 4.027%     | 3.3%        | [ 13 ] |
| 第9話  | 2016年7月15日 | 3.383%     | 2.818%     | 3.3%        |        |
| 第10話 | 2016年7月16日 | 3.955%     | 3.783%     | 3.9%        |        |
| 第11話 | 2016年7月22日 | 3.578%     | 3.409%     | 3.4%        |        |
| 第12話 | 2016年7月23日 | 4.468%     | 4.903%     | 4.4%        | [ 14 ] |
| 第13話 | 2016年7月29日 | 3.794%     | 3.488%     | 3.8%        | [ 15 ] |
| 第14話 | 2016年7月30日 | 4.386%     | 4.122%     | 4.8%        | [ 16 ] |
| 第15話 | 2016年8月5日  | 4.099%     | 4.134%     | 5.0%        |        |
| 第16話 | 2016年8月6日  | 4.559%     | 4.024%     | 6.7%        | [ 17 ] |
| 平均   | 平均          | 3.344%     | 3.247%     | 3.363%      |        |

## 受賞
| 年度 | 賞                                 | カテゴリー             | 受賞者         | 結果       | 参考   |
| ---- | ---------------------------------- | ---------------------- | -------------- | ---------- | ------ |
| 2016 | 第5回APANスターアワード            | 助演男優賞             | マ・ドンソク   | ノミネート | [ 18 ] |
| 2016 | 第11回アジアTVドラマカンファレンス | 俳優部門特別賞         | ソ・イングク   | 受賞       |        |
| 2016 | 第11回アジアTVドラマカンファレンス | ディレクター部門特別賞 | ハン・ドンファ | 受賞       |        |
| 2017 | 第11回ケーブルテレビ放送賞         | ケーブルスター賞       | キム・ジュリ   | 受賞       |        |

## 日本での放送

### 放送局
- 2016年9月26日（Mnet）[19]
- 2017年6月1日（衛星劇場）
- 2017年8月1日（Mnet）[20]
- 2021年10月16日（BSフジ）[21]

### 配信・レンタル
- Netflix
- Amazon PrimeVideo

＊u-next

## 映画
2024年11月、日本でリメイク映画『アングリースクワッド 公務員と7人の詐欺師』が公開予定。